# Byrum (Læsø)
Byrum is de grootste plaats op het Deense eiland Læsø, regio Noord-Jutland. De plaats telt 439 inwoners (2019).
In de 12e eeuw schonk koning Waldemar de Grote een deel van het eiland aan het klooster van Vitskøl. De monniken bouwden een kapel op de plek waar nu de kerk van Byrum staat. Deze kerk werd rond 1250 gebouwd. Byrum valt onder de gelijknamige parochie.
In Byrum staan zowel het gemeentehuis van Læsø als de enige school van het eiland. Ook de 17 meter hoge uitkijktoren Læsøtårnet en het hoofdgebouw van het Læsø Museum bevinden zich in Byrum.
Byrum ligt als enige van de drie plaatsen op Læsø niet aan zee. 